# Venturia pulsator
Venturia pulsator är en stekelart som först beskrevs av André Seyrig 1935.  Venturia pulsator ingår i släktet Venturia och familjen brokparasitsteklar. Inga underarter finns listade i Catalogue of Life.